# 台家寺遗址
台家寺遗址是一处位于中华人民共和国安徽省阜阳市阜南县的商代高等级中心聚落遗址，其年代距今约3300年，主要的遗存年代为商代，相当于洹北商城时期。遗址内拥有完整的方形环濠、大型宫殿式建筑、功能明确的聚落布局以及非都邑地区的青铜容器铸造作坊。现今的考古发现证明，台家寺遗址是商代淮河流域青铜文明的中心，对于理解商王朝对淮河流域的经略方式、青铜技术的传播以及区域社会复杂化进程具有重要的学术价值。该遗址因其重大发现，于2012年被列为安徽省文物保护单位，2019年被中华人民共和国国务院核定为第八批全国重点文物保护单位，是阜阳市境内的首个全国重点文物保护单位。

## 地理位置
台家寺遗址坐落于安徽省阜阳市阜南县朱寨镇三河村的白庄自然村南侧，紧邻淮河的重要支流润河。润河及支流小润河，流域横跨临泉、阜南、颍州、颍上，是古富水，即谷水上游的一条重要支流，在古代较为重要的地位。《水经注·淮水》中曾记载，润河是一条河面宽、河床深、水流平缓的大体量河流。润河作为商周时期沟通淮、汝漕运的便捷通道，在中原王朝与淮夷族群的战争、交往及“南铜北运”活动中长期发挥着重要作用，被称为“润水金道”或“鲖水金道”。而阜阳境内史前至商周时期遗址中曾发现大量鹿角，说明商周时期皖北麋鹿分布广泛，推断当时阜阳境内气候温暖湿润，沼泽湿地分布广阔。阜南台家寺遗址、颍上王岗遗址和颍上铜台子遗址，这三个高等级聚落，是商周王朝势力在润河流域的三处重要军事据点，其空间位置的选定，均与中原王朝实施对润水廊道的经营、管控活动密切相关。

## 发掘背景
台家寺遗址的重大价值最初由其附近水域的文物发现所揭示。1957年，当地在遗址旁的润河河道内偶然发现了一批商代青铜器，其中包括现藏于中国国家博物馆的龙虎纹青铜尊和藏于安徽博物院的饕餮纹尊，这批高等级礼器的出土，表明该区域在商代存在一个等级较高的聚落中心。1985年，第二次全国文物普查时，在阜南县朱寨镇发现了台家寺遗址，距离龙虎纹青铜尊的发现地仅200米远，两者同属于商朝时期。1989年，中国社会科学院考古研究所和安徽省文物考古所分别对台家寺遗址进行专题调查。

## 发掘历程
经中国国家文物局批准，2014年至2017年，安徽省文物考古研究所与武汉大学历史学院考古系组成联合考古队，对台家寺遗址展开了持续多年的系统性考古发掘工作。考古队在三个年度的发掘工作中，共揭露面积达2500平方米。此次发掘不仅厘清了遗址的年代、文化面貌和聚落结构，还发现了方形围沟、大型建筑、铸铜作坊、贵族墓葬和祭祀坑等一系列重要遗迹，出土了大量珍贵文物。这些发现全面揭示了商代高等级贵族在淮河流域的生产、生活和埋葬场景，被称为“近三十年来安徽省考古工作取得的重大成果之一”。

## 主要发现
目前的考古发现指出，遗址由五个台墩组成，其中核心区域为台家寺台墩。该台墩西南部因润河改道被冲毁，现存面积约10000平方米，因现代农业活动破坏，现存最高处高出周围地面约2米。台家寺遗址的主要商代遗迹包括台基1处、房址16座、灰坑273个，以及7座商代墓葬。出土的遗物包括各类陶器、卜甲和陶范等。
除了建筑遗迹和制品遗物外，台家寺遗址还发现了大量的农作物遗存。台家寺遗址出土的炭化植物种子中以农作物为主，包含1248粒炭化种子以及3粒水稻基盘，主要有稻、粟、黍和小麦等农作物。
台家寺遗址的发掘工作首次表明了在商代都城之外仍有大型的青铜器铸造活动，打破了铜容器在夏商时期不能在都城以外制作的观点，证明了台家寺遗址是淮河流域青铜文明的中心，以台家寺遗址为代表的淮河流域的商文化属于中原商文化系统。